# Philip Comfort
Philip Wesley Comfort (nacido el 28 de octubre de 1950) es un profesor, escritor, editor y experto en la Biblia que se especializa en la crítica textual del Nuevo Testamento. Se desempeñó como profesor de griego y Nuevo Testamento en el Seminario Episcopal de la Trinidad, profesor visitante en el Wheaton College y editor de referencias bíblicas principales en Tyndale House Publishers.

## Educación
Comfort estudió literatura inglesa y griega del Nuevo Testamento en la Universidad Estatal de Ohio y en la Universidad de Sudáfrica. Completó su doctorado bajo la guía de un destacado crítico textual, Jacobus H. Petzer, en la Universidad de Sudáfrica.

## Carrera
Comfort enseña clases en varias universidades, entre ellas Wheaton College, Trinity Episcopal Seminary, Columbia International University y Coastal Carolina University. Actualmente es editor senior de referencias bíblicas en Tyndale y se desempeña como editor del Nuevo Testamento para la versión en inglés de la "Nueva Traducción Viviente". Ha contribuido a varias publicaciones y colecciones de Tyndale, tanto como escritor como editor. Entre sus obras se encuentran The New Greek-English Interlinear New Testament, The Origin of the Bible, The Tyndale Bible Dictionary, Essential Guide to Bible Versions, The Text of the Earliest New Testament Greek Manuscripts (con D. Barrett), y Who's Who in Christian History.

## Vida personal
Comfort vive en Pawleys Island, Carolina del Sur, Estados Unidos, con su esposa, Georgia. Él tiene tres hijos, Jeremy, John y Peter.

## Obras
Comfort ha escrito una serie de artículos de revistas. Además, también ha escrito libros:
- Encountering the Manuscripts: An Introduction to New Testament Paleography and Textual Criticism.
- Holman Treasury of Key Bible Words in the Holman Reference Collection (coautor).

También editó una serie de libros, en los que se incluye:
- Text of the Earliest New Testament Greek Manuscripts.
- Life Application Bible Commentary: 1 & 2 Corinthians.